# Murasaki Yamada
Murasaki Yamada (jap. やまだ 紫, Yamada Murasaki; eigentlich: 白取 三津子, Shiratori Mitsuko; * 5. September 1948 in Tokio; † 5. Mai 2009 in Kyōto) war eine japanische Manga-Zeichnerin, Illustratorin und Essayistin.

## Biografie
Nachdem sie eine Kunstausbildung absolviert hatte, veröffentlichte Muraksaki Yamada ihren ersten Comic im Jahr 1969 im COM, einem von Osamu Tezuka geleiteten Manga-Magazin, das sich auf avantgardistische Comics spezialisierte. Nach der vorzeitigen Einstellung des COM 1971 publizierte sie im Magazin Garo, für das sie von da an hauptsächlich tätig war. Später veröffentlichte sie auch einige Essays.
In ihren letzten Lebensjahren – seit 2006 – unterrichtete Yamada als Professorin an der Manga-Fakultät der Kyōto-Seika-Universität.

## Stil und Wirkung
Yamada hatte mit ihren feministischen, poetischen Werken, die sich nicht in die gängigen Konventionen von Shōjo-Manga einordnen ließen, zu Beginn ihrer Karriere einen großen Einfluss auf junge Zeichnerinnen wie etwa Hinako Sugiura und Yōko Kondō, die für sie als Assistentinnen arbeiteten, aber auch auf spätere Künstlerinnen wie Kiriko Nananan. Damit war sie Mitbegründerin einer experimentellen Auslegung des gegen Ende der 1970er Jahre und Anfang der 1980er Jahre aufkommenden Josei-Manga.
Es werden zwei Richtungen in Yamadas Werk unterschieden: einerseits Comics, die Tiere in den Vordergrund stellen, und andererseits Comics, in denen Menschen als Protagonisten agieren. Zu letzteren zählt etwa der semi-autobiografische Manga Shin Kirari, der von 1981 bis 1982 im Garo erschienen ist. Hier beschreibt sie, wie eine zweifache Mutter langsam bemerkt, wie nach zehn Jahren ihre Ehe auseinanderbricht, und wie diese aus dieser Erkenntnis emanzipatorische Schritte ergreift, etwa entgegen den Protesten ihres Ehemannes einen Beruf anzunehmen. In den Tier-Mangas hingegen wird die Handlung oft aus der Sicht von Katzen präsentiert, die für Yamada einen Ersatz für menschliche Figuren darstellen: „[Die Tiere] können jene Dinge für mich ausdrücken, die ich normalerweise nicht auszusprachen wage.“
Eine Ausnahme dieser Unterteilung ihres Gesamtwerkes in zwei Richtungen stellt etwa ihre 1997 herausgebrachte Umsetzung der klassischen Otogizōshi-Erzählungen als Manga dar.

## Werke (Auswahl)
- Shōwaru Neko (性悪猫), 1980
- Shin Kirari (しんきらり), 1981–1982
- Yurariusu-iro (ゆらりうす色), 1984
- Blue Sky, 1992–1993
- Yume no Maigo-tachi – Les Enfants Reveurs (夢の迷子たち), 1995
- Otogizōshi (御伽草子), 1997
- Ai no Katachi (愛のかたち), 2004